# Fayette (Maine)
Fayette – miasto w Stanach Zjednoczonych, w stanie Maine, w hrabstwie Kennebec.